# ارکیده آبی
ارکیده آبی (نام علمی: Aganisia cyanea) نام یک گونه از تیره ثعلبیان است.

## نگارخانه

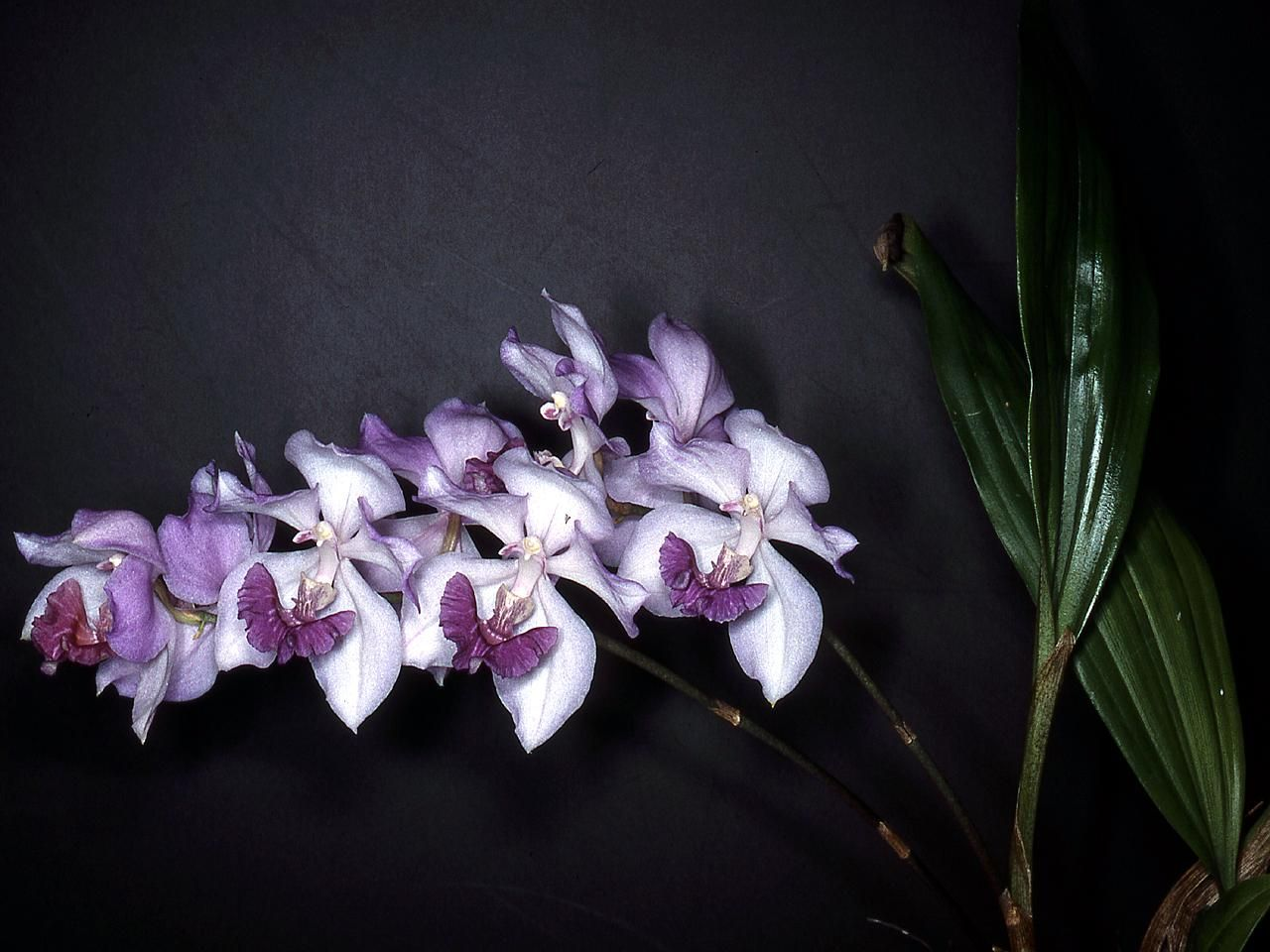
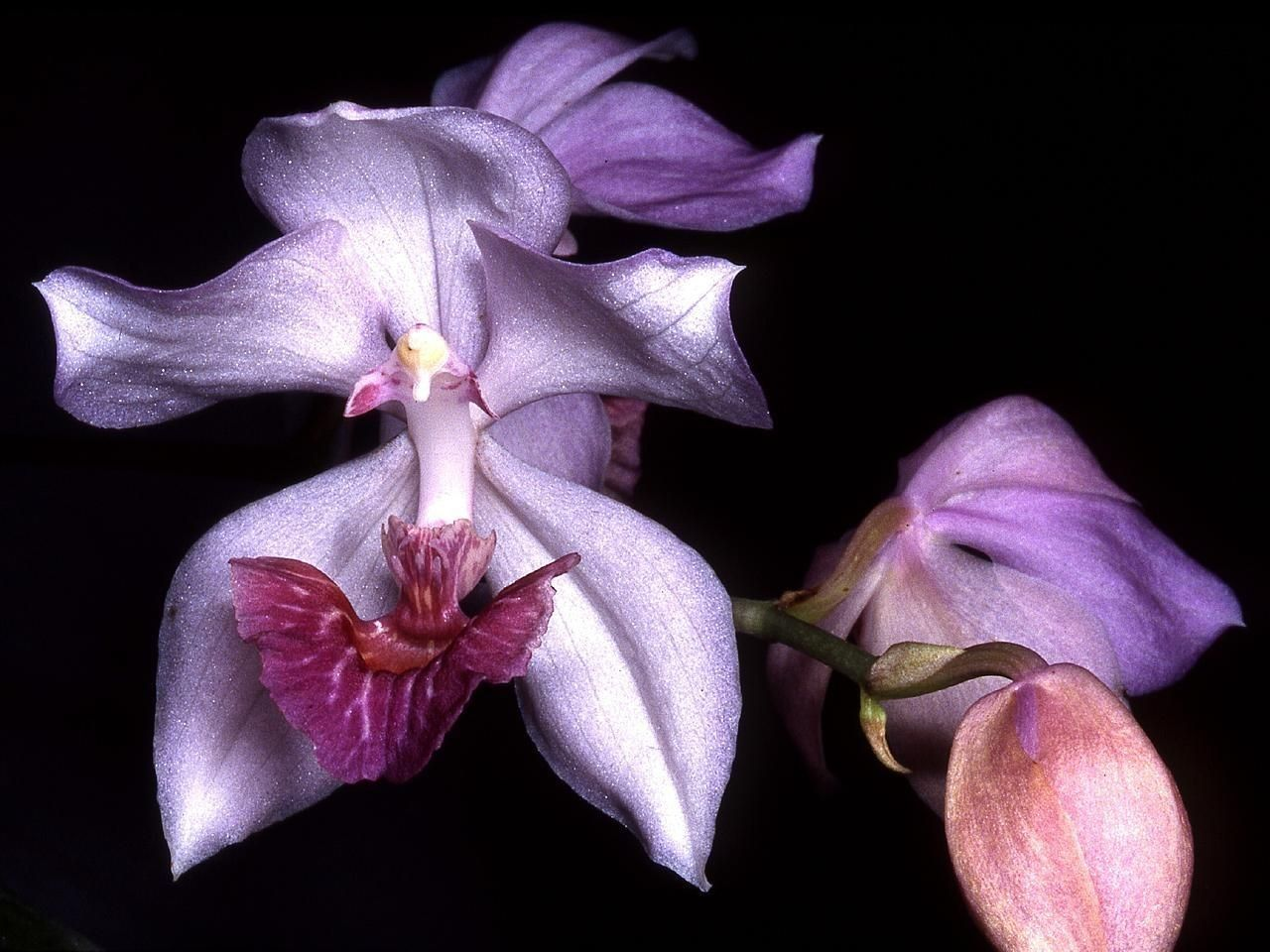
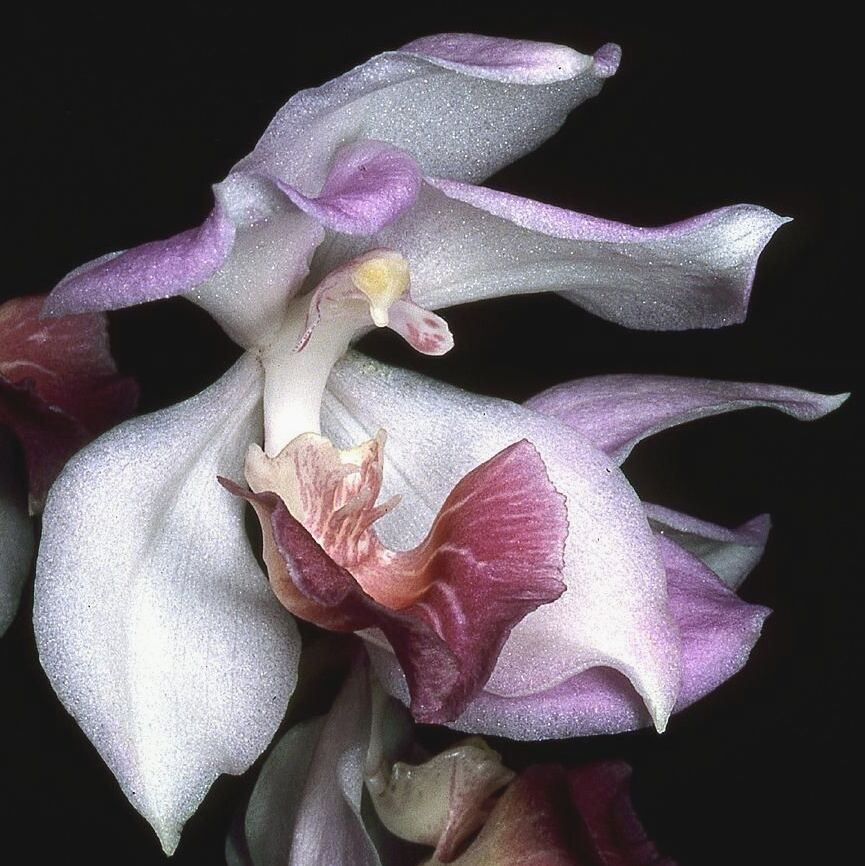